# 杜飞进
杜飞进（1960年9月—），浙江东阳人。男，汉族。1987年7月参加工作，1984年2月加入中国共产党。杭州大学法律系毕业，北京大学法律系研究生学历。

## 简历
1980年，在杭州大学（今浙江大学）法律系学习。1984年，在北京大学法律系读研究生，师从杨紫垣、芮沐，硕士学位论文题目为《论经济责任的若干问题》。
1987年，任人民日报社理论部编辑。1993年，任人民日报社理论部经济组副组长。1997年，任人民日报社理论部经济组组长。1999年，任人民日报社理论部副主任。2005年，任人民日报社发行出版部主任（其间：2006年11月，获武汉大学宪法与行政法专业同等学力法学博士学位）。2008年，任人民日报社教科文部主任。2009年，任人民日报社政治文化部主任、新闻协调部主任。2014年，任人民日报社副总编辑。
2016年5月，任光明日报社总编辑。
2017年4月，任中共北京市委常委、宣传部部长。
2021年1月，任北京市人大常委会副主任，2月任市人大党组副书记。